# コウガシノブ
コウガ シノブ（1974年〈昭和49年〉7月13日 - ）は、日本の俳優。旧芸名は、古賀 忍（こが しのぶ）および古賀 司照（こが しのぶ）。福岡県出身。2020年の映画『電車を止めるな！ のろいの6.4km』では主演を務めた。

## 略歴
大学2年生の頃、『あぶない刑事』に出演した柴田恭兵の演技に影響を受け、「観る側から観られる側にいきたい」と考えるようになり芸能界に興味を持つ。俳優養成所に通い卒業するが大学は4年時に退学する。
25歳となる1999年に上京、2000年に初舞台を踏む。2003年から本格的に舞台俳優としてもキャリアを重ねる。古賀 忍として活動。
2012-2013年頃に古賀 司照に改名。
2020年6月に映像作品の名義をコウガ シノブに改名。

## 人物
- 20歳の頃は「舞台やミュージカルは好きでなかった」と語る[10]。
- 28歳の時に友人に誘われ舞台に上がる。「ダイレクトな観客の反応や一発勝負の世界にすぐに惚れ込んだ」と語り、以降キャリアを重ねる[10]。
- 時代劇が一番好きで、「キリキリとした臨場感がたまらない」と語る[10]。
- 自身を「限りなく芸人に寄っている役者」と評している[10][11]。
- 悪役を演じる事が一番楽しいと語り、「クレイジーな悪役」を最も好むと語る[10]。
- 天然キャラの役柄は苦手と語り、自分の中にないキャラは「二度とやりたくない」と語る[10]。
- 役者に一番大切なのは「センス」と語り、面白い芝居をする要素であると語る[10]。
- 想像力も大事で、音楽家やお笑いタレントが役者になれる方が多いのは、「そこから来ているかも」と語る[10]。

## 出演

### 映画
- 『ZOKU』（2006年）[12]
- 『電車を止めるな！ のろいの6.4km』（2020年） - 主演：蔵本勝介 役[2][13][14][15][16]
- 『散歩屋ケンちゃん』（2023年）[17][18]
- 『タイムマシンガール』（2025年）[19][20][21]

### テレビドラマ
- 『コード・ブルー -ドクターヘリ緊急救命-』（2008年、フジテレビ）
- 『怪生伝』（2013年、フジテレビ） - ゲン（第二章）、椿崎礼央（第三章） 役[3]
- 『双葉荘の友人』（2016年、WOWOW）[4]

### 舞台
2010年
- 4月　『桃色書店へようこそ』[22]
- 10月　tYphoon一家『ネクタイとハイヒール』[23]

2011年
- 8月　劇団K助『オムニー3 ～遅刻しただけで15万も取んの!?～』[24]

2012年
- 5月　気晴らしBOYZ『MILLION DOLLAR ED』[25][26]
- 7月　劇団K助『LIFE OFF』[27]

2013年
- 3月　気晴らしBOYZ『SECURITY　BOYZ!!!!! -俺たちスーパー警備員-』[28]
- 10月　劇団東京イボンヌ『イッヒ リーベ ディッヒ』[29]
- 11月　気晴らしBOYZ『ろくでなしコーラス』[30]

2014年
- 3月　劇団東京イボンヌ『ショパンの馬鹿!!!～別れの夜～』[31]
- 6月　劇団東京イボンヌ『歌と朗読で贈る【愛の花束】』[32]
- 10月　劇団東京イボンヌ『酔いどれシューベルト』[33]
- 11月　気晴らしBOYZ『思春期中年39号』[34]
- 12月　劇団東京イボンヌ『東京イボンヌクリスマス公演』[35]

2015年
- 3,4月　気晴らしBOYZ『龍馬がいっぱい』[36][37]
- 7月　気晴らしBOYZ『素敵なカミングアウト-Are you happy?-』[38]
- 12月　男〆天魚『不完全パッケージ』[39]

2016年
- 2月　劇団たいしゅう小説家『草葉の陰でネタを書く。』[40]
- 8月　カラスカ『シッソウノオト』[41]

2017年
- 8月　TOKISHIRAZ『かけおち』[42]

2018年
- 1月　WITHYOU『是非に及ばず』[43]
- 2月　『舞台版・サトラレ〜西山幸夫の場合〜』 - 石田所長 役[44]
- 5月　気晴らしBOYZ『ふらちな侍』[45]
- 9月　朗読三昧『もしも8才の子供が大統領になったら&ミックモックと夜の動物園』[46]
- 11月　気晴らしBOYZ『イケオジ』[47]

2019年
- 2月　WITHYOU『天満月の猫』[48]
- 3月　SHOW劇 無＝魂『ONION ～いのちあるところ～』[49]
- 7月　WITHYOU『ヤンキャバウォーズ』[50]
- 9月　『Get Back!!』[51]
- 12月　気晴らしBOYZ『ガムシャラエール！』[52]

2020年
- 10月　Yプロジェクト『沙也可 ～海峡を越えた愛～』[53]
- 12月　咲匂-SAKO-『はら、はらり』[54]

2021年
- 4月　男〆天魚『地獄』[55]
- 10月　萬腹企画『音霊戦隊ディスクレンジャー2021』 - 主演：我星護 役[56]
- 12月　気晴らしBOYZ『舞台サルまん』 - 主演：竹熊健太郎 役[注釈 4][57]

2022年
- 2月　『舞台「ぼくらの七日間戦争」』 - 杉崎警部 役[58]
- 5月　萬腹企画『ハガネノコドウ A-E』 - 黒堀健太郎 役[59]
- 6月　男〆天魚『遺作』[60]
- 8月　カプセル兵団『舞台「うしおととら」』[61]
- 10月　気晴らしBOYZ『舞台 魁!!男塾』 - 鬼ヒゲ 役[62]
- 11月　『舞台「新選組始末記」』 - 宮部鼎蔵 役[63]
- 12月　『12人の怒れる者たち』[64]

2023年
- 1月　WITHYOU『SECURITY BOYZ!!!!!～奪還せよ!俺らの職場(パラダイス)!!～』[65]
- 4月　気晴らしBOYZ『年金未納者ミャーキ』[66]
- 5月　骸骨ストリッパー『RAIKA』[67]
- 8月　文化芸術教育支援センター『群青に散りゆく』 - 主演：中西真一郎 役[68]
- 11月　THE☆JACABAL'S『げうせもの』[69]
- 11月　男〆天魚『村長』[70]
- 12月　萬腹企画『NIKORA-ニコラ-』 - 津軽辰次郎 役[71]

2024年
- 1月　WITHYOU『BRIDGE!!』[72]
- 3月　萬腹企画『封印壊除』 - ナナシ 役[73]
- 7月　気晴らしBOYZ『GROOM&GROOM』[74]
- 9月　Alexandrite Stage『PRINCESS KYOUGOKU』 - 京極高吉 役[75]
- 10月　THE☆JACABAL'S『道雪』[76]
- 12月　『刃牙 THE GRAPPLER STAGE -地下闘技場編-』[77][78][79]

2025年
- 1月　WITHYOU『おっさんずセブン』[80]
- 3月　萬腹企画『ライジング・ラブ』 - 主演：荒瀧昇 役[81]
- 5月　JAPAN BEST TV『舞台 やっちゃんずラブ』[82]
- 7月　萬腹企画『恋愛疾患特殊医療機 a-xブラスター』 - 段田道行 役[83]
- 8月　文化芸術教育支援センター『あの群青は、今も続いている』 - 主演：中西真一郎 役[84]
- 9月　Classic Movie Reading Vol.5『カサブランカ』 - ルノー大尉 役[85]
- 9月　10・Quatre『戦乱華霊廟散（）』[86]

### ラジオ
- 『ドリームラン ch』（2012年、あっ!とおどろく放送局）[87]
- 『渋谷から世界へ ～It's NO BORDER!～』（2016年、渋谷クロスFM）[88]
- 『ウソでしょっ！もう金曜日？』（2021年5月7日 - 、鳥越アズーリFM）[89][90]

## 映画『電車を止めるな！ のろいの6.4km』
- 元々は車掌（脇役）でのオーディション参加だった。オーディションの演技後、銚子電鉄 竹本勝紀社長から「社長（主役）やりませんか？」と言われ、それを「車掌（しゃしょう）」と聞き間違え「そのつもりで来ています」と返事をし社長役に選ばれたと語る。主役起用の理由として竹本勝紀社長が「彼と波長も合っていた」と語っている[10]。
- 実生活では独身のため、子供がいる父としての側面を持つ主役でいかに「本当の親子の絆」を見せられることが出来るかが課題だったと語る[10]。